# (5950) Leucippe
(5950) Leucippe, désignation internationale (5950) Leukippos, est un astéroïde de la ceinture principale.

## Description
(5950) Leucippe est un astéroïde de la ceinture principale. Il fut découvert par Eric Walter Elst et Violeta G. Ivanova le 9 août 1986 à Rozhen. Il présente une orbite caractérisée par un demi-grand axe de 2,98 UA, une excentricité de 0,102 et une inclinaison de 9,08° par rapport à l'écliptique.
Il fut nommé en hommage au philosophe grec présocratique Leucippe.

## Compléments